# Kepulauan Meranti
Kepulauan Meranti ist ein indonesischer Regierungsbezirk (Kabupaten) in der indonesischen Provinz Riau. Zum Jahresende 2023 leben hier auf 3.623,56 Quadratkilometern 211.771 Menschen: 102.694 Frauen (48,49 %) und 102.694 Männer (51,51 %). Rechnerisch kamen also 106,2 Männer auf 100 Frauen. Der Verwaltungssitz des Kabupaten Kep. Meranti ist das im Norden der Insel Tebing Tinggi gelegene Selatpanjang, das eigentlich aus vier Kelurahan besteht und Ende 2023 42.723 Einwohner zählte.

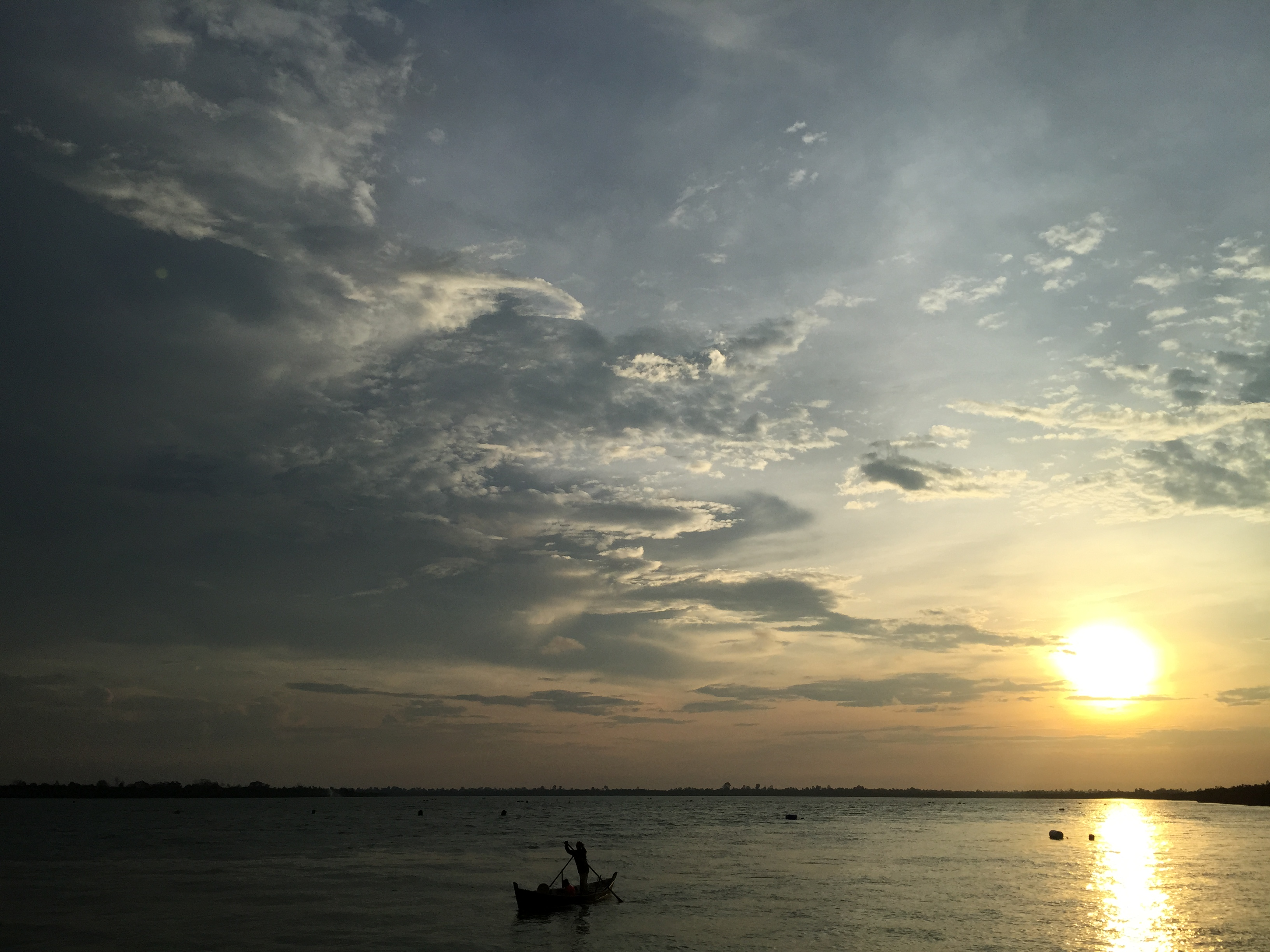
Sonnenuntergang am Meer

## Geographie
Der Kabupaten Kepulauan Meranti liegt Im Nordosten der Provinz Riau und hat als ein Insel-Archipel nur Wasser als Grenzen. In der Straße von Malakka grenzt er im Westen an die Provinz Kepulauan Riau. Interne „Grenzen“ bestehen mit den Kabupaten Bengkalis im Norden und Nordwesten, über Siak im Westen bis hin zu Pelalawan im Südwesten. Es werden die Koordinaten von 0° 42′ und 1° 28′ n. Br. sowie zwischen 102° 12′ und 103° 10′ ö. L. belegt. Zur Inselgruppe gehören elf Inseln; Padang (Pedang), Rangsang (Ransang), Tebingtinggi (Tebing Tinggi) und Topang sind die größten.
Meranti ist ein Kunstwort, das aus den Inselnamen Pulau Merbau, Pulau Ransang, dan Pulau Tebing Tinggi gebildet wurde.
Auf Grund der Äquatornähe herrscht, wie in ganz Indonesien, tropisches Regenwaldklima (feuchttropisches Klima). Man unterscheidet eine trockene Jahreszeit (Juni bis September) und die Regenzeit (August bis November). Im Jahr 2020 fielen an 108 Regentagen 3.842 mm Niederschlag, davon der meiste im November (an 13 Tagen 520,5 mm), im Februar fiel kein Regen.
Unter den Regierungsbezirken der Provinz Riau rangiert der Kepulauan Meranti an zehnter und letzter Stelle hinsichtlich Einwohnerzahl und Fläche und liegt mit seiner Bevölkerungsdichte unterhalb des Provinzdurchschnitts.

## Verwaltungsgliederung
Der Kabupaten Kepulauan Meranti gliedert sich seit dem Jahr 2012 in 9 Kecamatan mit 101 Dörfern, von denen 5 als Kelurahan städtischen Typs sind. Eine weitere Unterteilung erfolgt in 441 Rukun Wargga (RW) und eine Stufe tiefer in 1.152 Rukun Tetangga (RT). 2020 wurden 41.663 Haushalte gezählt.
| Code 1   | Kecamatan (Distrikt)   | Ibu Kota (Verwaltungssitz) | Fläche (km²) | Einw. 2010 2 | Volkszählung 2020 | Volkszählung 2020 | Volkszählung 2020 | Anzahl der       | Anzahl der |
| Code 1   | Kecamatan (Distrikt)   | Ibu Kota (Verwaltungssitz) | Fläche (km²) | Einw. 2010 2 | Einw. 3           | 0Dichte 40        | Sex Ratio 5       | Desa / Kelurahan | Inseln     |
| -------- | ---------------------- | -------------------------- | ------------ | ------------ | ----------------- | ----------------- | ----------------- | ---------------- | ---------- |
| 14.10.01 | Tebing Tinggi          | Selatpanjang               | 81,00        | 65.748       | 67.219            | 829,9             | 105,60            | 5 / 4            | 1          |
| 14.10.02 | Rangsang Barat         | Bantar                     | 130,90       | 24.926       | 19.488            | 148,9             | 105,57            | 12 / –           | 1          |
| 14.10.03 | Rangsang               | Tanjung Samak              | 411,12       | 26.326       | 20.123            | 48,9              | 109,68            | 14 / –           | 5          |
| 14.10.04 | Tebing Tinggi Barat    | Alai                       | 587,33       | 15.260       | 18.382            | 31,3              | 110,15            | 14 / –           | 1          |
| 14.10.05 | Merbau                 | Teluk Belitung             | 435,71       | 44.030       | 15.305            | 35,1              | 107,08            | 5 / 1            | 1          |
| 14.10.06 | Pulau Merbau           | Semukut                    | 380,40       | –            | 15.824            | 41,6              | 107,20            | 11 / –           | 1          |
| 14.10.07 | Tebing Tinggi Timur000 | Sungai Tohor               | 768,00       | –            | 13.293            | 17,3              | 107,83            | 10 / –           | 3          |
| 14.10.08 | Tasik Putri Puyu       | Bandul                     | 542,24       | –            | 17.629            | 32,5              | 106,77            | 10 / –           | 2          |
| 14.10.09 | Rangsang Pesisir       | Telesung                   | 371,14       | –            | 18.853            | 50,8              | 106,13            | 11 / –           | 1          |
| 14.10    | Kab. Kep. Meranti      | Kab. Kep. Meranti          | 3.707,84     | 176.290      | 206.116           | 55,6              | 106,91            | 96 / 5           | 11         |

### Soziale Daten 2020
| Merkmal                                                            | Kabupaten | 0Provinz Riau0 |
| ------------------------------------------------------------------ | --------- | -------------- |
| Bevölkerung unterhalb der Armutsgrenze (Tsd.)0                     | 47,10     | 483,39         |
| Anteil der „armen Bevölkerung“ (indonesisch Penduduk miskin) (%)00 | 25,28     | 007,04         |
| Arbeitslosenrate (%)                                               | 07,94     | 006,32         |
| Lebenserwartung bei der Geburt (Jahre)                             | 67,68     | 071,60         |
| HDI-Index                                                          | 65,50     | 072,71         |
| Analphabetenrate (in %, 15+ J.)                                    | 02,36     | 000,82         |
| Anteil der Altersgruppen                                           | 0Real0    | 0Prozentual0   |
| Kinder (<15 J.)                                                    | 051.597   | 025,03         |
| arbeitsfähige Bevölkerung (15–64 J.)                               | 142.478   | 069,13         |
| Rentner und Pensionäre (>65 J.)                                    | 012.041   | 005,84         |

## Demographie
Zur Volkszählung 2010 betrug der Frauenanteil 48,63 Prozent (85.724 von 176.290). Die letzte Volkszählung von 2020 zeigte einen tieferen Wert (48,33 Prozent bzw. 99.614 Frauen von 206.116 Einwohnern). Zum Jahresende 2023 ist wieder ein Anstieg des Frauenanteils erkennbar (48,49 %), was wohl an den unterschiedlichen Auswertungsmethoden liegen mag (körperliche Zählung bzw. Fortschreibung).

Der Islam war und ist die vorherrschende Religion. Im Jahr 2023 bekannten sich 85,43 Prozent der Bevölkerung hierzu. Dem Buddhismus huldigten 26.485 (12,51 %) Einwohner. 3.327 Christen bekannten sich im Jahr 2023 zu ihren Glauben (1,57 %), nahezu 94 Prozent davon waren Protestanten. Im Jahr wurden 269 Moscheen und 305 kleinere Gebetsräume (Surau oder Mushola) gezählt, 25 Kirchen (im Kec. Rangsang Barat gab es keine), die Buddhisten bewohnten 52 Tempel.

### Aktuelle Bevölkerungsdaten der Bevölkerungsfortschreibung
Nachfolgende Tabelle gibt den Einwohnerstand nach Geschlecht vom Jahresende 2022 und zum Jahresende 2023 wieder. Er resultiert aus den Ergebnissen der Fortschreibung durch die örtlichen Zivilregistrierungsbüros (Disdukcapil, indonesisch Dinas Kependudukan dan Pencatatan Sipil). Die Jahresendstände können in zwei interaktiven Karten abgerufen werden
| Kecamatan                  | Bevölkerung am Jahresende 2022 2 | Bevölkerung am Jahresende 2022 2 | Bevölkerung am Jahresende 2022 2 | Bevölkerung am Jahresende 2022 2 | Bevölkerung am Jahresende 2023 2 | Bevölkerung am Jahresende 2023 2 | Bevölkerung am Jahresende 2023 2 | Dichte 2023 | Sex Ratio 2023 3 |
| Kecamatan                  | Fläche (km²)                     | Insg.                            | männl.                           | weibl.                           | Insg.                            | männl.                           | weibl.                           | Dichte 2023 | Sex Ratio 2023 3 |
| -------------------------- | -------------------------------- | -------------------------------- | -------------------------------- | -------------------------------- | -------------------------------- | -------------------------------- | -------------------------------- | ----------- | ---------------- |
| Tebing Tinggi              | 98,11                            | 66.595                           | 34.090                           | 32.505                           | 66.385                           | 34.037                           | 32.348                           | 329,7       | 105,22           |
| Rangsang Barat             | 118,93                           | 20.208                           | 10.366                           | 9.842                            | 20.290                           | 10.401                           | 9.889                            | 83,1        | 105,18           |
| Rangsang                   | 429,15                           | 20.753                           | 10.766                           | 9.987                            | 20.768                           | 10.744                           | 10.024                           | 23,4        | 107,18           |
| Tebing Tinggi Barat        | 489,76                           | 19.258                           | 10.002                           | 9.256                            | 19.468                           | 10.107                           | 9.361                            | 19,1        | 107,97           |
| Merbau                     | 555,26                           | 15.971                           | 8.243                            | 7.728                            | 15.925                           | 8.215                            | 7.710                            | 13,9        | 106,55           |
| Pulaumerbau                | 217,78                           | 16.780                           | 8.642                            | 8.138                            | 16.945                           | 8.755                            | 8.190                            | 37,6        | 106,90           |
| Tebing Tinggi Timur        | 796,70                           | 13.946                           | 7.218                            | 6.728                            | 14.158                           | 7.321                            | 6.837                            | 8,6         | 107,08           |
| Tasik Putri Puyu           | 557,91                           | 17.990                           | 9.284                            | 8.706                            | 18.050                           | 9.336                            | 8.714                            | 15,6        | 107,14           |
| Rangsang Pesisir           | 378,64                           | 19.686                           | 10.119                           | 9.567                            | 19.782                           | 10.161                           | 9.621                            | 25,4        | 105,61           |
| Kab. Kepulaiuan Meranti000 | 3.642,24 1                       | 000211.187                       | 108.730                          | 102.457                          | 000211.771                       | 109.077                          | 102.694                          | 28,2        | 106,22           |

### Verzeichnis der Kelurahan
Die nachfolgende Liste gibt den Einwohnerstand zum Jahresende 2022 (Semester II/2022) und genau ein Jahr später für alle Kelurahan im Bezirk Kepulauan Meranti wieder. Binnen eines Jahres sank die Bevölkerungszahl der fünf Kelurahan um 519 Einwohner.
Neben der Fläche und den Einwohnerzahlen sind auch deren Zugehörigkeiten zu den Kecamatan aufgeführt, ebenso die errechneten Ergebnisse der Bevölkerungsdichte (in Einw. je km²) sowie des Geschlechterverhältnisses (Sex Ratio). Als erste Spalte ist der Strukturcode des indonesischen Innenministeriums angegeben. Er gibt gleichfalls Aufschluss über die Zugehörigkeit der Dörfer zu den übergeordneten Verwaltungsebenen: Die ersten drei Zahlenpärchen werden durch Punkte getrennt und geben die Provinz, den Regierungsbezirk (Kabupaten) und den Distrikt (Kecamatan) an. Als letztes folgt nach einem weiteren Trennungspunkt der vierstellige „Dorfcode“ – wobei städtisch geprägte Kelurahan immer mit 1 und „normale“ (ländliche) Desa mit einer 2 beginnen. Die Statistikseiten von BPS (Badan Pusat Statistik) verwenden eine andere Nomenklatur, auf die hier nicht näher eingegangen werden soll, da sie nur bei den Volkszählungen Anwendung findet.
Wie bei vorstehender Tabelle entstammen alle Daten der Fortschreibung durch die örtlichen Zivilregistrierungsbüros (Disdukcapil).
| Struktur- code | Kecamatan        | Kelurahan              | Bevölkerung am Jahresende 2022 | Bevölkerung am Jahresende 2022 | Bevölkerung am Jahresende 2022 | Bevölkerung am Jahresende 2022 | Bevölkerung am Jahresende 2023 | Bevölkerung am Jahresende 2023 | Bevölkerung am Jahresende 2023 | Bevölkerung am Jahresende 2023 | Bevölkerung am Jahresende 2023 |
| Struktur- code | Kecamatan        | Kelurahan              | Fläche (km²)                   | Gesamt                         | männlich                       | weiblich                       | Gesamt                         | männlich                       | weiblich                       | Dichte                         | Sex Ratio                      |
| -------------- | ---------------- | ---------------------- | ------------------------------ | ------------------------------ | ------------------------------ | ------------------------------ | ------------------------------ | ------------------------------ | ------------------------------ | ------------------------------ | ------------------------------ |
| 14.10.01.1001  | Tebing Tinggi 00 | Selatpanjang Kota      | 4,85                           | 10.549                         | 5.433                          | 5.116                          | 10.395                         | 5.352                          | 5.043                          | 2.143,3                        | 106,13                         |
| 14.10.01.1002  | Tebing Tinggi 00 | Selatpanjang Barat     | 0,68                           | 5.372                          | 2.710                          | 2.662                          | 5.196                          | 2.624                          | 2.572                          | 7.641,2                        | 102,02                         |
| 14.10.01.1003  | Tebing Tinggi 00 | Selatpanjang Selatan00 | 1,28                           | 9.632                          | 4.894                          | 4.738                          | 9.543                          | 4.850                          | 4.693                          | 7.455,5                        | 103,35                         |
| 14.10.01.1004  | Tebing Tinggi 00 | Selatpanjang Timur     | 2,91                           | 17.655                         | 9.056                          | 8.599                          | 17.589                         | 9.065                          | 8.524                          | 6.044,3                        | 106,35                         |
| 14.10.05.1001  | Merbau           | Teluk Belitung         | 22,33                          | 5.096                          | 2.639                          | 2.457                          | 5.062                          | 2.600                          | 2.462                          | 226,7                          | 105,61                         |